# Regiment Stoottroepen Prins Bernhard

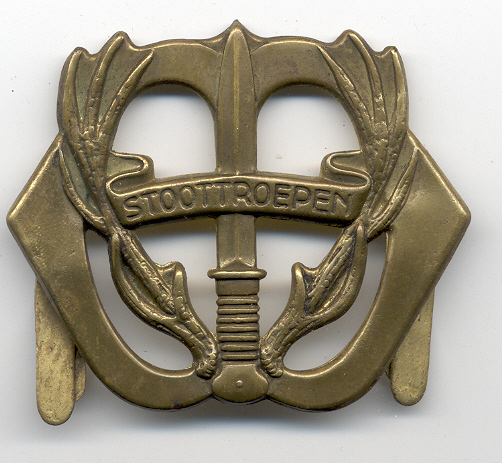
Baretembleem van de Stoottroepen 1e model periode 1947 - 1953

Het Regiment Stoottroepen Prins Bernhard (afgekort RSPB) bestaat uit het 13e InfanterieBataljon luchtmobiel (13Infbat). Het regiment is onderdeel van de luchtmobiele brigade. Het regiment stoottroepen is na het Regiment van Heutsz het infanterieregiment met de kortste geschiedenis binnen de Koninklijke Landmacht.

## Geschiedenis
Het regiment is ontstaan uit de Landelijke Knokploegen (LKP) en de Raad Van Verzet (RVV) in de Tweede Wereldoorlog, destijds Stoottroepers of 'Stoters' gemaand. Daaronder bevond zich de KP Margriet in 's-Hertogenbosch. De naam KP Margriet leeft nog steeds voort binnen het regiment. In september 1944 gaf Prins Bernhard formeel de opdracht voor het vormen van een militair verband, bestaand uit personen die actief betrokken waren bij het gewapend verzet. Daarmee was het Regiment Stoottroepen geboren.
Tijdens haar rondreis door bevrijd Nederland deed koningin Wilhelmina 18 maart 1945 de uitspraak: "En dit regiment zal blijven voortbestaan!" Bij de onafhankelijkheidsstrijd van Indonesië zijn de stoottroepen ingezet in Nederlands-Indië en in Nieuw-Guinea: hiervoor is aan het regiment het Bronzen Schild toegekend.
Het regiment bestaat anno 2013 uit vier compagnieën: 13Infbat Acie, Bcie, Ccie en Dcie. De A- en B-cie zijn identiek. Ze kunnen ingezet worden met helikopters alsook met de Bushmaster, waarmee in Uruzgan veel ervaring is opgedaan. De C-compagnie van het bataljon is opgeleid voor inzet met parachute. Bij alle drie bataljons van de luchtmobiele brigade is er een compagnie inzetbaar met de parachute. De D-compagnie van het bataljon omvat de staf van het bataljon en omvat twee zware wapenpelotons die onder meer werken met het antitanksysteem Gill, de mitrailleur .50 en het verkenningspeloton. De C- en Dcie zijn ook in te zetten met transporthelikopters.
Op 29 juni 2002 is de naam van Prins Bernhard bij Koninklijk Besluit verbonden aan het Regiment Stoottroepen. Vanaf dat moment heet het regiment officieel Regiment Stoottroepen Prins Bernhard.

### Het vaandel

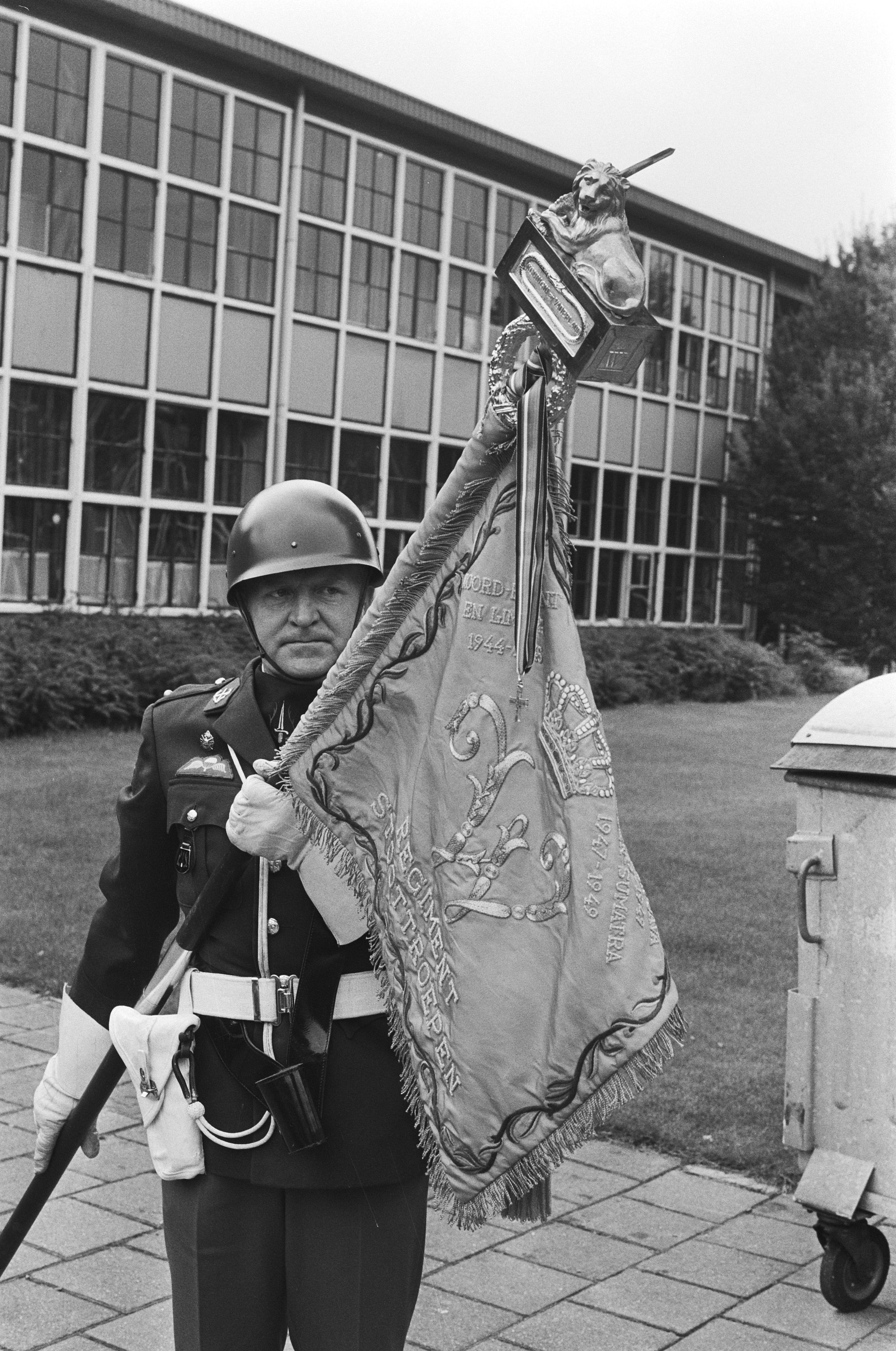
Vaandel Regiment Stoottroepen, 1982

Op het vaandel zijn de volgende opschriften aangebracht: Noord-Brabant en Limburg 1944-1945, West- en Midden-Java 1946-1949, Midden-Sumatra 1947-1949. In 2019 werd het opschrift Uruzgan 2007 toegekend.
Voor deelname aan het verzet werd het regiment onderscheiden met het Verzetsherdenkingskruis. Koningin Beatrix hechtte de onderscheiding op 31 augustus 1982 aan het vaandel. Het is het enige vaandel van een regiment van de Koninklijke Landmacht dat deze onderscheiding voert.

### Mascotte
De mascotte van het regiment heet "Kees de bok". Dat een bok de mascotte is geworden van het regiment, heeft volgens de verhalen zijn oorsprong in het najaar van 1944. Tijdens een nachtelijke patrouille in het pikkedonker zouden enkele stoters iemand hebben horen lopen. Er werd dekking gezocht en de wapens werden gericht in de veronderstelling dat er een Duitse patrouille aan kwam. Al snel daarop klonk er gemekker vanaf de plek waarop de wapens gericht waren. De vermeende vijand bleek een bok te zijn die vervolgens door de stoters werd meegenomen. Sindsdien is er een "Kees de Bok", overal waar stoters actief zijn. In Assen staat Kees in een weitje nabij het stafgebouw. Wanneer Kees niet mee kan, bijvoorbeeld bij uitzendingen, wordt er ter plaatse een bok aangekocht, die dan dienstdoet als 'uitzend-Kees'. Kees de Bok heeft toestemming van de Brigadecommandant om de rode baret te dragen. Telkens wanneer Kees te oud wordt om zijn taak uit te kunnen voeren, gaat hij met functioneel leeftijdsontslag richting de kinderboerderij, en zorgen de oud-stoters van de BOSS (Bond van Oud Stoottroepers en Stoottroepers) kring Cuyk voor een verse rekruut.

## Inzet

### Tweede Wereldoorlog
Toen het zuidelijk deel van Nederland in 1944 was bevrijd van de Duitse bezetting, hebben vele Nederlanders zich aangemeld bij de nieuw te formeren stoottroepencompagnieën. Deze compagnieën werden ingedeeld bij het voor deze gelegenheid gevormde Commando-Brabant en Commando-Limburg. Later (medio juni 1945) zijn deze samengevoegd tot een regiment. Zij werden direct ingezet in de gebieden ten zuiden van de grote rivieren, waar Duitse verkenningseenheden regelmatig probeerden te infiltreren in het bevrijde zuiden. Zonder enige vorm van training en met gebrekkige uitrusting, hebben deze "stoters van het eerste uur" zich maximaal ingezet om deze infiltraties te voorkomen, waarbij regelmatig gevechtscontact werd gemaakt met Duitsers. Als bewapening werden vaak buitgemaakte Duitse wapens gebruikt, in combinatie met vooroorlogs materiaal en wapens die tijdens de oorlog gedropt waren door de Britten. Omdat uniformen in de eerste periode ook niet voorradig waren, droegen de stoottroepen blauwe overalls met een oranje band op de linkerarm. De Nederlandse helm uit 1934 was nog beschikbaar en behoorde aanvankelijk min of meer tot de standaard uitrusting. In de beginperiode van het regiment kenden de leidinggevenden geen rangen. Deze mensen waren leider geworden op basis van hun competenties tijdens de bezetting. Medio 1945 moest het regiment eraan geloven. Leidinggevenden moesten een meerdaags examen afleggen, waarna ze tot een passende rang werden bevorderd.
Uiteindelijk hebben de Limburgse stoters ingebed in het Amerikaanse leger gediend, terwijl de Brabantse stoters de Duitsers bevochten in samenwerking met de Britten en Canadezen. Zij kregen daar het Engelse tenue, de Limburgers werden uitgerust met Amerikaanse uniformen. Allen waren te herkennen aan de naam 'Stoottroepen' op de schouder. De Zeeuwse vrijwilligers waren ingedeeld bij het in september 1944 (her)opgerichte 14e regiment infanterie. Net als de Brabantse stoters behoorden zij tot de Britse 21e Legergroep.
Bij de stoters van het eerste uur dienden niet alleen mannen. De dames die tijdens de bezetting een belangrijke rol speelden in het verzet, gingen na de bevrijding van het Zuiden ook over naar de stoottroepencompagnieën. Hier vervulden zij taken zoals verpleegster of typiste. Door reorganisaties direct na de oorlog moesten zij de stoottroepen verlaten.

### Nederlands-Indië
Op 20 september 1945 vertrok het 3e Bataljon Stoottroepen, 800 man sterk, vanuit Den Bosch naar Nederlands Indië. Dit waren veelal dezelfde mensen die vanuit het verzet, ingedeeld bij het regiment gevochten hadden in het land van Maas en Waal en in Duitsland. Omstreeks dezelfde tijd vertrokken vanuit Engeland het 1e en 3e Bataljon Stoottroepen, die daar waren voorzien van een tropenuitrusting. Bijna 8000 oorlogsvrijwilligers en dienstplichtige stoottroepers, verdeeld over negen Bataljons hebben gedurende een periode van vijf jaar in Nederlands Indië gediend. Het waren stoters die als eerste eenheden van de Koninklijke Landmacht voet aan wal hebben gezet in Nederlands Indië, vanuit Malakka.
Tijdens de Tweede Politionele Actie in december 1948, nam het 5e bataljon Regiment Stoottroepen (5-RS) deel aan de actie "Kraai", of wel de verovering van Djokjakarta en de gevangenneming van haar leiders. Op 19 december 1948 werd het bataljon 5-RS met Dakota-transporttoestellen ingevlogen op het vliegveld Magoewo bij Djokjakarta. Nadat alle stoters in de namiddag waren ingevlogen kreeg een deel van het bataljon de zorg voor de bewaking van het vliegveld. De 2e en 4e cie 5-RS trokken direct op naar Djokjakarta. De volgende dag namen de stoters het zuidelijke stadsdeel over van het Korps Speciale Troepen. De 2e cie 5-RS verzorgde tevens de bewaking van het paleis waar de regeringsleiders van de republiek, waaronder Soekarno en Hatta, gevangen zaten. De 3e compagnie 5-RS werd op 21 december gelegerd te Salam en Moentilan ter beveiliging van de weg Djokjakarta-Magelang. Eind 1948 werd de 3e cie 5-RS teruggenomen op Djokjakarta. Naast de beveiliging van Djokjakarta kreeg het bataljon ook posten buiten de stad zoals, Kalioerang en Sentolo. Na de Tweede Politionele Actie brak er een zeer zware tijd aan van patrouilleren en zuiveringsacties uitvoeren om het gebied rond Djokjakarta vrij te houden van opstandelingen.
In december 1949 werd Indonesië onafhankelijk van Nederland en keerden de stoottroepen terug naar Nederland. Velen gingen terug naar de burgermaatschappij. Nederland was nog herstellende van de Tweede Wereldoorlog, waardoor de bevolking weinig belangstelling en begrip had voor de Indische ervaringen van de teruggekeerde stoters. Vaak was het moeilijk opnieuw te integreren. De steun daarbij vanuit het Ministerie van Defensie was minimaal.

### Nieuw Guinea
In 1962 is het 41e Bataljon Regiment Stoottroepen ingezet in Nieuw-Guinea.
Op 4 mei vertrokken de stoters aan boord van de Waterman richting Hollandia. Het bataljon werd op Biak, in Kaimana en omgeving gelegerd. Het bataljon werd aangewezen om de troepen langs de 1000 km lange zuidkust te versterken. Vele patrouilles werden gelopen ten einde infiltratie door Indonesische eenheden tegen te gaan, hierbij geholpen door onmisbare Papoea gidsen. Indonesische militairen werden regelmatig het gebied in geparachuteerd of aan land gezet door kleine boten. Vele van deze infiltranten gaven zich over omdat ze vanwege de omstandigheden in de dichte jungle door uitputting niet meer inzetbaar waren. De soevereiniteitsoverdracht op 15 augustus, gevolgd door de wapenstilstand op 18 augustus, betekende het einde van de activiteiten in de omgeving van Kaimana.

### Koude Oorlog
In 1963 gingen de stoottroepen onder pantser, als 41 Pantserinfanterie bataljon, bij 11 Pantserinfanterie brigade (een voorloper van 11 Luchtmobiele Brigade). Dit bataljon was uitgerust met het AMX-PRI infanterie gevechtsvoertuig. Later is deze vervangen door de YPR-765. Het 41e Pantserinfanterie batalon was tot 1994 gelegerd in Ermelo op de Generaal Spoorkazerne. Na de val van de muur in 1989 werd het Nederlandse leger drastisch gereorganiseerd waarbij het met dienstplichtigen bemande 41e Bataljon werd opgeheven. Sindsdien bestaan de stoottroepen uitsluitend uit beroepsmilitairen.
Het landmachtpersoneel binnen de Groep Lichte Vliegtuigen (GPLV) behoorde ook tot de Stoottroepen.
De staf en stafcompagnie van de 41e Pantserbrigade in Seedorf, Hohne en Langemanshof werd in de jaren 60-90 van de  vorige eeuw eveneens bemensd door stoters. Ook Kees de Bok kreeg in Seedorf een eigen plek links achter de poort bij het compagniesgebouw. 

### Luchtmobiele Brigade
In 1994 is het regiment van pantserinfanterie naar luchtmobiel overgegaan als 13 Infanteriebataljon Luchtmobiel en 11 Mortiercompagnie Luchtmobiel. De laatste was voor die tijd gestationeerd bij 11 Luchtmobiele brigade (11 LMB) in Schaarsbergen. In 2011 is de mortiercompagnie wegens bezuinigingen opgeheven. Maar ze komen weer terug bij het regiment in 2024. Het 13e InfanterieBataljon Regiment Stoottroepen Prins Bernhard (13 Infbat RSPB) maakt anno 2013 nog steeds deel uit van de 11e Luchtmobiele Brigade en is gelegerd op de Johan Willem Frisokazerne te Assen.

### Bosnië Herzegovina, Dutchbat III
De luchtmobiele stoters werden in 1995 voor het eerst uitgezonden naar Bosnië als Dutchbat 3 onder de vlag van UNPROFOR. De eenheid was daar betrokken bij de Val van Srebrenica.
De compagnieën van het bataljon waren verspreid over een relatief groot gebied. Doordat de Acie niet geplaatst was in de enclave Srebrenica, hadden zij weinig contact met de rest van het Bataljon. De diverse locaties waren:
Acie - Simin-Han, Bcie - Srebrenica, Ccie - Potocari, SSVcie - Potocari.

### Bosnië Herzegovina, SFOR 7
Als SFOR 7 vonden de stoottroepen in 1999-2000 hun weg terug naar Bosnië. Ook tijdens deze uitzending waren de compagnieën van het Bataljon verspreid. ACie - Novi Travnik, BCie - Knesevo en Obodnik, CCie - Pelotons onder bevel gesteld bij de A- en Bcie, SSVcie - Sisava.

### Afghanistan ISAF Kabul
In 2002/2003 zijn delen van het bataljon ingezet in Kabul, Afghanistan.

### Irak SFIR IV
In 2004 is het bataljon uitgezonden naar Irak als SFIR 4 (Stabilisation Force in Irak).
Het bataljon werd ontplooid in de Zuidelijke provincie Al Muthanna, die grenst aan Saoedi-Arabië.
Zuid van het gebied was voornamelijk uitgestrekte dun bevolkte woestijn. Hier werd de buitenpost As Salman bemand in combinatie met Iraakse militairen. Noord werd het landschap bepaald door een vruchtbaar gebied langs de rivier de Eufraat. In de omgeving van de oorden Al Khidr (C Cie), Ar Rumaytah (B Cie ) en As Sammawah A en stat Cie werden de verschillende compagnieën gestationeerd.
Alhoewel de missie zich, met name in de aanvangsperiode, rustig deed voorkomen, merkte de battlegroup al binnen een paar weken dat de spanningen opliepen in het gebied. De onrust die geestelijk leider Al Sadr wist te veroorzaken en daarmee de opstand landelijk te verspreiden werden als eerste bij de Ccie zichtbaar door middel van een mortieraanval. Hierbij vielen geen gewonden. De compagnie heeft het vuur beantwoord met hun 81mm mortieren. Het zou echter een voorbode zijn van de hectische periode die eraan zat te komen voor de gehele battlegroup. Binnen enkele dagen kwamen meerdere malen de A cie en B cie aan de beurt. De B cie kreeg het zodanig voor de kiezen met een doelbewuste hinderlaag waarbij Jeroen Severs (wachtmeester) om het leven kwam. Gedurende deze onrustige periode werd er extra infanterie personeel en bepantserde voertuigen (patria) ingevlogen.

### Afghanistan ISAF Uruzgan
In 2007 is de C-Paracompagnie van het 13e Bataljon met het 42e Bataljon Limburgse Jagers uitgezonden naar Afghanistan, als onderdeel van Task Force Uruzgan (TFU III). De stoters van de Ccie 13e Bat dienden daar onder de naam Acie 42 BLJ. De cie heeft daar het Chora district overgenomen van de vrienden van de BCie(WONJU) 12 Inf-bat luchtmobiel RvH. De compagnie heeft het district verdedigd tegen een grootschalige inval van de Taliban in Juni 2007. Deze actie is bekend geworden onder de naam, "slag om Chora".
Het grootse gedeelte van de TFU lag in Kamp Holland te Tarin-Kowt. In Deh-Rawod was een eenheid van compagniesgrootte geplaatst. Deze TFU is actief geweest van 2006 tot 2010. Het 42e Bat met daarin opgenomen Ccie 13e, is in Augustus 2007 afgelost door de overige eenheden van het 13e Bat Regiment Stoottroepen Prins Bernhard (RSPB). In de periode in 2007 dat de hoofdmacht van TFU IV bestond uit delen van het 13e Bat, heeft er o.a. een bataljonsgeleide actie plaatsgevonden om de Baluchi-vallei vrij te maken van Taliban strijders. Deze actie heette "operatie Spin Ghar"
In 2009/2010 is het 13e Bat wederom ingezet in Afghanistan. Eerst is de Acie uitgezonden, vervolgens zijn de B- en Dcie van het bataljon ingezet, en uiteindelijk zijn deze weer afgelost door de CCie 13 Infbat RSPB. Tijdens de TFU periode was de battlegroep steeds samengesteld uit luchtmobiele en pantserinfanterie eenheden, later werd er een compagnie mariniers aan toegevoegd.

### Afghanistan PTG 4 Kunduz
In 2012 is de Delta Compagnie van het Bataljon voor 6 maanden vertrokken naar Kunduz, om daar in teams samen met de Koninklijke Marechaussee Afghaanse politiemensen op te leiden en te trainen. Een POMLT (Police Monitoring and Liason Team) bestaat uit 5 Marechaussees en 10 infanteristen. De voornaamste taak van de stoters is het beveiligen van de Mareschaussees, en ondersteunen in opleiding en training. De Bataljonsstaf van het 13e leverde ook delen van de staf aldaar. Deze missie zal in mei 2013 voor de Delta Compagnie beëindigd worden.

### Nationale inzetten
Tijdens de watersnoodramp in 1953 zijn vele stoottroepers ingezet. Niet alleen actief dienende stoters, maar ook oud-stoters die zich georganiseerd hadden in de Bond voor Oud Stoottroepers' zijn in groten getale op vrijwillige basis ingezet. In december 1998 hebben de stoottroepen steun verleend bij de watersnood in Noord-Nederland, en in 2001 tijdens de varkenspest en de MKZ, waarbij stoters aan de grens de douane assisteerden bij vrachtverkeerscontroles.

### Overige inzetten
Stoottroepers zijn in kleine groepen, of op individuele basis ingezet in vele missiegebieden naast de uitzendingen hierboven beschreven. Zo is er in 1999 een beveiligingsdetachement voor KFOR in Kosovo ingezet. Ze hebben de mannen en vrouwen van de artillerie-eenheid die was uitgezonden, ter plekke extra infanterietechnische training gegeven.

## Herdenking

### Monument
Het monument voor het Regiment Stoottroepen is te vinden in het dorp Beneden-Leeuwen in het Land van Maas en Waal. Er is een ereveld ingericht. In de kloostertuin staat een kapel, waar jaarlijks op de tweede zondag in oktober alle gesneuvelde stoottroepers worden herdacht. Hier staan meer dan 300 namen in marmer ingebeiteld.

### Jan de Stoter
Op de kazerne in Assen staat een bronzen beeld van 'Jan de Stoter', die uitkijkt over de appelplaats. Jan is een anonieme stoter, die in zijn burgerkloffie met zijn handen op een versleten geweer de wacht houdt. De Amsterdamse beeldhouwer Nico Onkenhout heeft het in september 1984 onthulde monument vervaardigd ter gelegenheid van het veertigjarig bestaan van het Regiment Stoottroepen. Dit beeld geldt als oorlogsmonument. De tekst onder het beeld luidt:

Dit beeld is een hulde aan de vele anonieme stoottroepers die in 1944 -niet opgeleid, nauwelijks bewapend en slecht gekleed- zich hebben ingezet voor onze vrijheid en de grondslag legden voor het Regiment Stoottroepen

### Stoottroepenmuseum
Op het kazerneterrein van de Johan Willem Frisokazerne te Assen bevindt zich de Historische Collectie Regiment Stoottroepen Prins Bernhard. Met het thema Van verzet naar Rode Baret wordt de bezoekers van het Stoottroepenmuseum de geschiedenis getoond van het Regiment vanaf de Tweede Wereldoorlog tot de laatste uitzendingen. In het museum is een stiltekamer ingericht, waar stoters en familieleden van gesneuvelden hun dierbaren kunnen herdenken.

## De BOS/BOSS
Direct na de Tweede Wereldoorlog werd er door stoters, die het leger verlieten, de BOS (Bond van Oud Stoottroepers) opgericht. Deze was georganiseerd in verschillende kringen die zich bevonden in diverse plaatsen in Zeeland, Brabant en Limburg. De BOS had als doel, het onderling ondersteunen van de leden en het vasthouden van vriendschappelijke banden. Nadat stoters terugkwamen uit Indonesië in de jaren 50, werden velen lid. Op 18 maart 1980 is er wat veranderd. De BOS werd BOSS, Vereniging Bond van Oud Stoottroepers en Stoottroepers. Sindsdien kan ook de jonge generatie actieve stoters lid worden van de vereniging. Doordat de eerste en tweede generatie stoottroepers steeds kleiner wordt zijn een aantal kringen samengevoegd. Na de recente uitzendingen zijn er echter ook weer nieuwe kringen gevormd.
Strijdend Nederland is het orgaan van de stoottroepers dat wordt uitgegeven sinds 2 december 1944. Het verschijnt vier keer per jaar.